# Dicranopselaphus pictus
Dicranopselaphus pictus là một loài bọ cánh cứng trong họ Psephenidae. Loài này được Guérin-Méneville miêu tả khoa học đầu tiên năm 1861.